# 流音

調音方法

気流の妨害度

阻害音
破裂音
破擦音
摩擦音
共鳴音
ふるえ音
はじき音
接近音

気流の通路
中線音
側面音
口蓋帆の状態
口音
口鼻音
鼻音
気流機構
肺臓気流
吸気音
呼気音

非肺臓気流
放出音
入破音
吸着音

▶ 調音部位

流音（りゅうおん）は側面音、ふるえ音、はじき音などの内、ラテン文字で l や r で表される子音を総称して言う。国際音声記号で扱われる術語ではないが、伝統的によく使われる。多くは持続音である。広義では鼻音も含まれることがある。
日本語は流音音素としてら行のみが存在するため、日本語話者の耳には流音の調音方法の違いの区別が難しく（これについては日本語話者による英語の/r/と/l/の知覚も参照）、いずれもら行の音に聞こえる。英語の l と r がその代表的なものである。日本語や中国語、朝鮮語など、主に東・東南アジア系言語を母語とする者たちが用いる流音の表記・発音を間違えた英語を Engrish と呼び、さらに流音に限らず文法や発音などを間違えた奇妙な英語全般を揶揄する言葉となった。
日本語（ら行のみ）や朝鮮語（ㄹのみ）のように流音音素の区別が存在しない言語は世界的に見ると、太平洋沿岸からアメリカ大陸に分布している。ユーラシア大陸では大半の言語が二種あるいはそれ以上の流音を持ち、とりわけ印欧系言語はその全てが l と r とを区別している。ただし、流音の区別自体はあるものの、発音の都合上、一部の l が r に変わったポルトガル語なども存在する。また、日本語・朝鮮語やアルタイ諸語のように、固有語の語頭に流音もしくは r 音が立たない言語もある。
音韻学の五音では、流音は「半舌音」と呼ばれ、三十六字母では来母が、ハングルではㄹ（字源としては舌音ㄴの変形による）がこれに該当し、来母の漢字音は日本語ではら行で発音される。

## 用語の有効性
「流音」は伝統的な文法学の用語で、現在の音声学においては用いられない。「Lで表される音」については「側面音」と言うことができるが、「R音」の方が調音位置も調音方法もさまざまな子音を含み、R音をそれ以外の音から区別することができないためである。
言語を固定すれば、l と r をまとめて記述することにも意味がある。たとえば、英語には「単語末の流音は子音の後ろに置かれるときに音節主音になる」という規則がある。また、ラテン語では、ひとつの単語に同じ流音が2か所に出てくると異化によって片方が別の流音に変化することが多い。例えば形容詞を作る接尾辞 -alis（例：mortalis 「死ぬ運命の」）が「l」を含む語につくと -aris に変化する（例：lunaris 「月の」）。
歴史的にはディオニュシオス・トラクスが古典ギリシャ語の破裂音・摩擦音以外の子音である λ μ ν ρ（/l m n r/）の4つをまとめて「ὑγρός」（ヒュグロス、水気のある・湿った）と呼んだのにはじまる。今でも古典ギリシャ語やラテン語の古典的な文法教科書において、「名詞第三曲用の流音幹」のように用いる。
ヤコブソン・ファント・ハレは、[+vocalic +consonantal] という弁別素性を持つ音を流音とし、チョムスキーとハレもこれに従っている。

## 流音性母音
サンスクリットにおいては、「そり舌接近音」（ऋ ṛ /ɻ/）、「そり舌側面接近音」（ऌ ḷ /ɭ/）およびそれらの長音化したもの（ॠ ṝ, ॡ ḹ）計4音を母音として扱う。これらは現代ヒンディー語では失われている母音であり、歯茎はじき音 /ɾ/と発音する。

## 国際音声記号

### L 系
これらをまとめてL音と称することがある。

#### 側面接近音
- [l] - 歯茎側面接近音
- [ɭ] - そり舌側面接近音
- [ʎ] - 硬口蓋側面接近音
- [ʟ] - 軟口蓋側面接近音
- [ɫ] - 軟口蓋歯茎側面接近音

#### 側面摩擦音
- [ɬ] - 無声歯茎側面摩擦音
- [ɮ] - 有声歯茎側面摩擦音

### R 系
これらをまとめてR音と称することがある。

#### はじき音
- [ɾ] - 歯茎はじき音
- [ɽ] - そり舌はじき音

#### 側面はじき音
- [ɺ] - 歯茎側面はじき音

#### ふるえ音
- [r] - 歯茎ふるえ音
- [ʀ] - 口蓋垂ふるえ音

#### 接近音
- [ɹ] - 歯茎接近音
- [ɻ] - そり舌接近音

#### 摩擦音
- [ʁ] - 有声口蓋垂摩擦音